# Kurahattikaval, Nanjangud
Kurahattikaval là một làng thuộc tehsil Nanjangud, huyện Mysore, bang Karnataka, Ấn Độ.